# Elbebrücke Hohenwarthe
Elbebrücke Hohenwarthe – most w ciągu autostrady A2, o długości 1170 metrów. Rozciąga się on na północ od Magdeburga w Hohenwarthe na 338,60 km Łaby. Most został zbudowany w latach 1935–1936 jako części autostrady Berlin-Hanower, a 10 stycznia 1937 oddano go do ruchu. W ramach rozbudowy do autostrady 6-pasmowej (Verkehrsprojekte Deutsche Einheit nr 11) w latach 1994–1997 r., został zastąpiony przez nowy most.